# Pierre Salvi (Skilangläufer)
Pierre Salvi (* 8. April 1948) ist ein ehemaliger französischer Skilangläufer.
Salvi belegte bei den Nordischen Skiweltmeisterschaften 1974 in Falun den 46. Platz über 30 km, den 35. Rang über 15 km und den zehnten Platz mit der Staffel. Zwei Jahre später errang er in Innsbruck bei seiner einzigen Teilnahme an Olympischen Winterspielen den 54. Platz über 30 km.